# Генцен, Герхард
Герхард Карл Эрих Генцен (нем. Gerhard Karl Erich Gentzen, 24 ноября 1909 — 4 августа 1945) — немецкий математик и логик, внёс большой вклад в исследование оснований математики и развитие теории доказательств, является создателем исчисления секвенций.

## Биография
Герхард Генцен учился в Гёттингенском университете и был студентом Пауля Бернайса. В апреле 1933 года Бернайс был изгнан из университета из-за еврейского происхождения как «не ариец», и формальным научным руководителем Генцена стал Герман Вейль, однако Генцен, несмотря на огромный риск, продолжал поддерживать контакты с Бернайсом вплоть до начала Второй мировой войны. В 1935 году Генцен вёл переписку с Абрахамом Френкелем из Еврейского университета в Иерусалиме, и был за это заклеймён нацистским «Союзом преподавателей».
С ноября 1935 года по 1939 год Генцен был ассистентом Давида Гильберта в Гёттингенском университете. В 1937 году стал членом национал-социалистической партии Германии. С 1943 года преподавал в Карловом университете в Праге. В мае 1945 года, как и прочие члены нацистской партии в Праге, он был арестован и передан советской военной администрации. В августе, через три месяца после ареста, умер в лагере от истощения.

## Научная деятельность
Основные работы Генцена относятся к области оснований математики и теории доказательств.
В 1934 году разработал систему натурального исчисления (независимо, но одновременно с С. Яськовским).
В 1935 году ввёл символ {\displaystyle \forall } для квантора всеобщности.
Его теорема об устранении сечения является краеугольным камнем теоретико-доказательной семантики. В 1936 году Генцен доказал (англ. Gentzen's consistency proof) совместность аксиом Пеано, то есть непротиворечивость арифметики; для этого ему понадобилось добавить к логике первого порядка дополнительную аксиому (бескванторную трансфинитную индукцию). Тем самым он завершил выполнение программы Гильберта по формализации оснований математики.

### Посмертно
- Zusammenfassung von mehreren vollständigen Induktionen zu einer einzigen (нем.) // Archiv für mathematische Logik und Grundlagenforschung : magazin. — 1954. — Bd. 2 (1). — S. 81—93.
- Der erste Widerspruchsfreiheitsbeweis für die klassische Zahlentheorie (нем.) // Archiv für mathematische Logik und Grundlagenforschung : magazin. — 1974. — Bd. 16. — S. 97—118. — Опубликовано Паулем Бернайсом.
- Über das Verhältnis zwischen intuitionistischer und klassischer Arithmetik (нем.) // Archiv für mathematische Logik und Grundlagenforschung : magazin. — 1974. — Bd. 16. — S. 119—132. — Опубликовано Паулем Бернайсом.